# Averroïsme

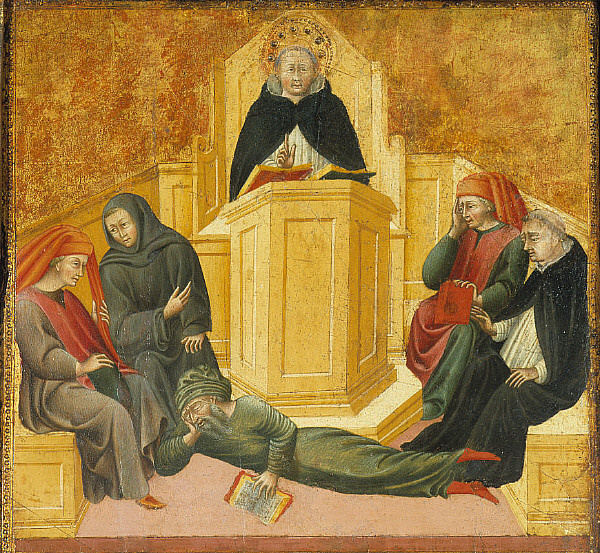
St. Thomas Aquinas verwart Averroes - Giovanni di Paolo

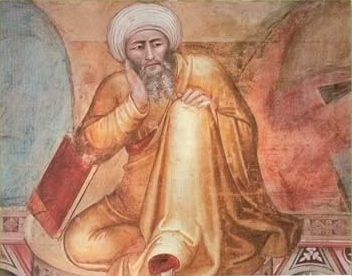
Averroes in Triomf van St. Thomas - Andrea de Bonaiuto

Averroïsme is een filosofische trend onder de scholastici van de 13e eeuw. Het is gebaseerd op Averroes' interpretaties van Aristoteles. De twee belangrijkste vertegenwoordigers van deze stroming zijn Siger van Brabant en Boëthius van Dacia.
De belangrijkste stellingen van het Averroïsme waren:
- er is één waarheid, maar die kan bereikt worden via twee wegen: via filosofie en via religie, de leer van de dubbele waarheid ;
- de wereld is eeuwig;
- de ziel bestaat uit twee delen: één individueel, en één goddelijk;
- de individuele ziel is niet eeuwig;
- alle mensen delen eenzelfde goddelijke ziel (monopsychisme);
- de opstanding van de doden is onmogelijk.

Deze standpunten werden tweemaal door de Rooms-Katholieke Kerk veroordeeld in 1270 en in 1277. De veroordeling van een aantal andere stellingen werd echter weer herroepen, op zijn laatst in het kader van het proces tussen 1319 en 1323 voor de heiligverklaring van Thomas van Aquino die zelf zowel de werken van Averroes als van Averroïsten grondig had bestudeerd en verwerkt.